# Olympische Sommerspiele 1988/Teilnehmer (Peru)
| Gelbes Symbol für Goldmedaillen mit stilisierten Olympischen Ringen | Graues Symbol für Silbermedaillen mit stilisierten Olympischen Ringen | Braundes Symbol für Bronzemedaillen mit stilisierten Olympischen Ringen |
| ------------------------------------------------------------------- | --------------------------------------------------------------------- | ----------------------------------------------------------------------- |
| —                                                                   | 1                                                                     | —                                                                       |

Peru nahm an den Olympischen Sommerspielen 1988 in Seoul, Südkorea, mit einer Delegation von 21 Sportlern (sieben Männer und 14 Frauen) teil.

## Medaillengewinner

### Silber
| Namen | Sportart   | Wettkampf        |
| --- | ---------- | ---------------- |
| Luisa Cervera, Alejandra de la Guerra, Denisse Fajardo, Miriam Gallardo, Rosa García, Sonia Heredia, Katherine Horny, Natalia Málaga, Gabriela Pérez del Solar, Cecilia Tait, Gina Torrealva & Cenaida Uribe | Volleyball | Frauenwettbewerb |

## Teilnehmer nach Sportarten

### Gewichtheben
- Rolando Marchinares
Superschwergewicht: 15. Platz

### Leichtathletik
- Ricardo Valiente
Weitsprung: 32. Platz in der Qualifikation
Dreisprung: 32. Platz in der Qualifikation

### Ringen
- Edmundo Ichillumpa
Leichtgewicht, griechisch-römisch: Gruppenphase
Leichtgewicht, Freistil: Gruppenphase

### Schießen
- Carlos Hora
Luftpistole: 40. Platz
Freie Pistole: 39. Platz

- Francisco Boza
Trap: 4. Platz

- Juan Jorge Giha junior
Skeet: 27. Platz

### Schwimmen
- Alejandro Alvizuri
100 Meter Rücken: 26. Platz
200 Meter Rücken: 19. Platz

- Karen Horning
Frauen, 100 Meter Brust: 28. Platz
Frauen, 200 Meter Brust: 24. Platz

### Tischtennis
- Mónica Liyau
Frauen, Einzel: 41. Platz

### Volleyball
- Frauenteam
Silber

- Kader
Luisa Cervera
Alejandra de la Guerra
Denisse Fajardo
Miriam Gallardo
Rosa García
Sonia Heredia
Katherine Horny
Natalia Málaga
Gabriela Pérez del Solar
Cecilia Tait
Gina Torrealva
Cenaida Uribe